# Höghastighetsjärnvägen Madrid–Barcelona
Höghastighetsjärnvägen Madrid – Zaragoza – Barcelona (spanska: LAV Madrid – Zaragoza – Barcelona) mellan Madrid och Barcelona är en järnvägsförbindelse mellan Spaniens två största städer. Det är en dubbelspårig järnväg för hastigheter upp till 350 km/h och förbinder de två städerna med tåg på två timmar och trettio minuter.
Järnvägen byggdes mellan 1996 och 2008. Den är 621 km lång, varav 42 km utgörs av 154 broar; de 64 tunnlarna har en total längd på 54 km. Öppnandet av järnvägen gjordes i etapper; 2003 togs den första sträckan mellan Madrid och Lleida i trafik, och därefter öppnade sträckan mellan Lleida och Tarragona 2006. Den sista biten mellan Tarragona och Barcelona färdigställdes och öppnades för trafik 2008.
En förlängning av järnvägen har byggts fram till Figueres, där den kopplats ihop med den internationella höghastighetsjärnvägen Figueres–Perpignan och startade trafiken januari 2013. Järnvägen kommer därefter att kallas höghastighetsjärnvägen Madrid – Zaragoza – Barcelona – franska gränsen och blir då 755 km lång.

## Historia
Under 1980-talet började man i Spanien planera för en upprustning av järnvägstriangeln mellan städerna Madrid, Barcelona och Valencia. Planen var att bygga ut sträckorna till dubbelspår, höja medelhastigheten mellan städerna till 130–150 km/h samt att bygga bort kapacitetsbrister. I december 1988 beslutades att en helt ny järnväg skulle byggas mellan Madrid och Barcelona som en del i en ny normalspårig järnväg mellan Sevilla och franska gränsen. Till en början avsågs en järnväg med möjlighet till hastigheter upp mot 250 km/h. 
Innan järnvägen mellan Madrid och Barcelona kunde påbörjas skulle dock sträckan mellan Madrid och Sevilla först färdigställas, vilket skedde 1992 (året för världsutställningen i Sevilla). 1993 drabbades Spanien av ekonomisk kris, vilken fick till följd att järnvägen mellan Madrid och Barcelona inte kunde påbörjas förrän 1996. Den var ursprungligen tänkt att öppnas 2002 men invigdes i sin helhet först 2008.

### Sträckning
Järnvägens sträckning är Madrid–Guadalajara–Calatayud–Zaragoza–Lleida–Tarragona–Barcelona. Fram till Zaragoza går den parallellt med den gamla järnvägen på ett avstånd av 5–10 km. Det tog lång tid innan man kom överens om hur linjen skulle dras, där flera olika förslag skrotades. Från början ville man dra linjen genom Guadarrama-bergen för att på så sätt få en anslutningsmöjlighet mot Baskien och nordvästra Spanien. Detta löstes senare med att man istället byggde en annan linje för all trafik mot norra Spanien. Från Zaragoza mot Lleida var linjedragningen betydligt enklare, och här är också järnvägen rakare än någon annanstans. 
Från Lleida in till Barcelona fanns två alternativ – antingen direkt in till Barcelona eller istället en omväg via Tarragona. Till slut valde man det senare alternativet vilket gav en bättre anslutningsmöjlighet mot den planerade höghastighetsjärnvägen mellan Barcelona och Valencia. Den sista biten mellan Tarragona och Barcelona drogs runt det katalanska litorala bergsmassivet. Detta skedde delvis av kostnadsskäl då en rakare sträckning hade inneburit att man tvingats dra järnvägen till stora delar i tunnel, men även för att möjliggöra en förbipassage norr om Barcelona. Den nya järnvägen är cirka 70 kilometer kortare än den gamla och restiden drygt 4 timmar snabbare.

### Järnvägens effekter
Redan 3 månader efter att järnvägen öppnat stod det klart att den överträffat även de mest optimistiska kalkylerna i fråga om nytillskott av resenärer. Resandeökningen för hela järnvägskorridoren uppgick under de tre första månaderna till 78,8 procent eller motsvarande 589 000 nya resenärer. Den största ökningen av resenärer skedde bland resande mellan Madrid och Barcelona där ökningen uppgick till 206 procent eller motsvarande 350 000 nya resenärer. Under samma period tappade flygbolaget Iberia 13 procent av sina resenärer, efter att järnvägens resandeandel ökat från 14 procent till drygt 44 procent Sträckan Madrid–Barcelona var känd som världens mest trafikerade flyglinje med cirka 970 avgångar i veckan och cirka 4,6 miljoner passagerare (båda riktningar sammanlagt, år 2007), mot 3,0 miljoner år 2010.
Den initiala succén bekräftades i och med att trafikdata för de första 12 månaderna publicerats. För hela järnvägskorridoren uppgick resandeökningen till 88,64 procent, motsvarande 2,8 miljoner nya resenärer. Ökningen bland direkta resor mellan Madrid och Barcelona uppgick till 267,4 procent eller motsvarande 1,4 miljoner nya resenärer.

## Trafik och teknik
Banan trafikeras enbart av passagerartåg som till huvuddelen går mellan städerna Madrid och Barcelona, både som direkta tåg utan uppehåll och tåg med varierande antal uppehåll. Det går även regionala snabbtåg mellan provinshuvudstäderna i de spanska provinser som banan passerar. Ett mindre antal fjärrtåg nyttjar även delar av järnvägen mellan Madrid och Baskien (Pamplona och Logroño) samt Barcelona och norra Spanien (Baskien/Kantabrien/Asturien/Galicien). 
Dessa tåg kan med hjälp av särskilda växlar trafikera både höghastighetsbanorna och de konventionella järnvägarna som i Spanien har en annan spårvidd. Fram till dess att järnvägstrafiken i Spanien avregleras 2017 var Renfe ensam trafikoperatör av inrikestrafiken på banan. Höghastighetstågen som Renfe använder sig av trafikeras under tjänsten AVE. Från december 2013 (efter att förbindelsen med det franska höghastighetsnätet öppnats) kör SNCF långdistans-TGV-tåg mellan Paris och Barcelona på drygt sex timmar.

### Tekniska specifikationer
Enligt Adif (Spaniens statliga järnvägsförvaltning) är banan godkänd för kommersiell trafik i 300 km/h mellan kilometerpunkt 11,6 och kilometerpunkt 583,7. På sträckan finns dock fyra tunnlar där hastigheten är begränsad till 275, 280 (2 platser) respektive 290 km/h. Järnvägen är byggd med en bangeometri som medger hastigheter på upp till 350 km/h när signalsystemet ERTMS nivå två tagits i bruk. Till skillnad från höghastighetslinjer i bland annat Tyskland och Asien har man i Spanien valt att bygga järnvägarna med ballast istället för betongunderlag; det senare används dock i tunnlarna.    
Till skillnad från Spaniens traditionella järnvägsnät, och i likhet med övriga höghastighetslinjer, är järnvägen elektrifierad med 25 kV växelströms matarspänning, istället för 3 kV likspänning. Nästan alla tekniska installationer har tagits fram av tyska Deutsche Eisenbahn-Consulting GmbH på uppdrag av Renfe och senare ADIF samt dess förlaga GIF. Tekniken bygger i stort på tyska förlagor, och bland annat är kontaktledningssystemet framtaget av Siemens. 
Banvallen är 14 meter bred och spåravstånden 4,7 meter. Banstandarden medger möjlighet att trafikera järnvägen med tåg som har bred profil, och för passagerartåg innebär det i praktiken fem stolar i bredd istället för fyra. Minsta kurvradie överstiger 7 000 meter, och undantagsvis finns det snävare kurvor. De brantaste backarna har en lutning på 25 meter per kilometer (25 promille); dessa förekommer i samband med att banan passerar sin högsta punkt i Alcolea 1 219 meter över havet. På sträckan mellan Zaragoza och Lleida är linjen byggd med backar på 12,5 meter per kilometer. Anledningen är att den sträckan ursprungligen var avsedd att även användas av godståg. Rälsen är av typen UIC 60. Signalsystemet är av typen ERTMS, och som backupsystem används det spanska signalsystemet Asfa.

## Järnvägen mellan Barcelona och Figueres
Järnvägen har byggts vidare norrut – mellan Barcelona och Figueres – där kopplats samman med den internationella järnvägen Figueres–Perpignan. Öppnandet av linjen var från början tänkt att göras 2009 i samband med att järnvägen mellan Figueres och Perpignan färdigställdes. På grund av kraftiga förseningar – delvis på grund av tekniskt komplicerade lösningar där järnvägen går genom långa tunnlar genom Barcelona och Girona – har den försenats. Linjen öppnades istället i januari 2013. 
De tunnelkonstruktioner som man valt att bygga genom Barcelona och Girona har båda stött på hårdnackat motstånd. Bland annat har boende från området där tunnlarna skulle dras förbi genomfört stora demonstrationståg. Protester har även kommit från ingenjörer och geologer som menat att det är alldeles för riskabelt att dra tunnlarna genom geologiskt instabil mark i så tätbefolkade områden. Båda tunnlarna har dock färdigställts (2011) utan att några olyckor skett.